# ناوكي ساتو (لاعب كرة قدم)
ناوكي ساتو (باليابانية: 佐藤 尚輝) (مواليد 12 يوليو 1996) هو لاعب كرة قدم ياباني.

## وصلات خارجية
- ناوكي ساتو على موقع رابطة كرة القدم اليابانية للمحترفين (اليابانية)
- ناوكي ساتو على موقع قاعدة بيانات كرة القدم.إي يو (الإنجليزية)
- ناوكي ساتو على موقع Soccerway.com (الإنجليزية)